# 艾因烏塞拉
艾因烏塞拉是阿爾及利亞的城市，由傑勒法省負責管轄，位於該國北部，距離首都阿爾及爾200公里，海拔高度687米，受大陸性氣候影響，近年人口急速增長，2005年人口134,174。